# Трейтц, Венцель
Венцель Трейтц (Вацлав Трейтц; 9 апреля 1819, Гостомице — 27 августа 1872[…], Прага, Цислейтания[…]) — чешский патолог.

## Краткая биография
Обучался медицине в Праге и прошёл последипломную подготовку в Вене вместе с Йозефом Гиртлем. Впоследствии он занимался медицинской практикой в Ягеллонском университете в Кракове, а в 1855 году вернулся в Прагу, где он стал профессором и директором Института патологической анатомии.
На протяжении своей жизни Трейтц боролся за независимость Чехии.
27 августа 1872 года в возрасте 52 лет он покончил жизнь самоубийством, проглотив цианистый калий.

## Эпонимы
Трейтц известен своим открытием в 1853 году мышцы, подвешивающей двенадцатиперстную кишку, которая позже была названа связкой Трейтца.
Его именем также названы следующие анатомические образования:
- Фасция Трейтца — фасция сзади головки поджелудочной железы
- Ямка Трейтца — ямка под прямой кишкой
- Грыжа Трейтца — парадуоденальная грыжа[8]